# Rumuńskie królowe
Królowe Rumunii
| # | Imię              |  | Urodzona                  | Zmarła                   | Czas rządów | Rodzice |
| - | ----------------- |  | ------------------------- | ------------------------ | ----------- | --- |
| 1 | Elisabeth zu Wied |  | 29 grudnia 1843 Prusy     | 2 listopada 1916 Rumunia | 1881-1914   | Wilheml Karl Hermann zu Wied-Neuwied Maria Nassau-Weilburg                                                      |
| 2 | Maria Koburg      |  | 29 października 1875 Kent | 10 lipca 1938 Sinai      | 1914-1927   | Alfred Saxe-Coburg-Gotha (1844-1900), książę Edynburga Maria Romanowa (1853-1920), c. Aleksandra II, cara Rosji |